# 关东银行
关东银行为1947年至1949年在苏军控制的旅大地区由中共地方政权关东公署设立的银行。

## 历史
1945年日本投降后，控制旅大的苏军当局在16家日满银行机构基础上，1945年12月28日大连市政府组建了“大连中国工业银行”（接收朝鮮銀行大连支店及其西部出张所、滿洲中央銀行大连支店、帝國銀行 (日本)大连出张所、臺灣銀行大连支店、横滨正金银行大连支店等6家日伪银行机构，经理郭光义）、“大连中国农业银行”（接收中国银行大连分行，经理窦翰章未到任视事，襄理宋承章主持）、“大连中国商业银行”（接收满洲兴业银行的大连支店、沙河口出张所、伊势町支店、小岗子支店，帝國銀行 (日本)西部出张所、三菱銀行大连出张所、住友銀行大连出张所、安田银行大连出张所、三和銀行大连出张所等9家日伪银行机构，经理刘秉衡）。由于经济停滞、银行几乎没有业务，为节省人财物力，1946年7月1日，这三家银行合并成立大连银行。总行驻今大连市中山广场1号（现为中国工商银行大连分行中山广场支行大楼），行长陈济生，副行长李占春，共有职工285人，其中日本人44名。设有民生街分行、西岗子支行、沙河口支行、旅顺分行、大连县分行、岭前办事处等分支机构。1947年4月20日大连银行更名为关东银行，行长陈济生担任，副行长李占春，全行员工162人，设西岗、大连、旅顺、金县等4家分行。规定苏联红军票和伪满币、朝鲜银行券三种货币等值同价，准予在市场上流通使用。
1947年5月23日至27日，关东银行和苏联远东银行大连支行（负责发行苏联红军票）在5天内突击将苏联红军票，伪满币10元、100元券加贴同面额小方帖，规定此后只许“加帖票”在市面上流通，为旅大地区单一加贴货币，以稳定币值，阻止国统区苏军票和伪满币流入旅大地区。
辽沈战役胜利后，1948年11月14日旅大地区实行货币改革，所有流通之苏联红军票和伪满币，限11月20日停用，由关东银行全部收回，并发行关东银行券，票额包括百元、五十元、十元、五元、一元等5种，宣布了关东银行券的正式诞生。共收回苏联红军票54亿元，发行关东银行券37亿元。
1950年6月15日，关东银行改为东北银行旅大分行，以东北银行地方流通券收回关东银行券36亿7千8百多万元。